# Maksymiwka (rejon połtawski)
Maksymiwka (ukr. Максимівка) – wieś na Ukrainie, w obwodzie połtawskim, w rejonie połtawskim, w hromadzie Karliwka. W 2001 liczyła 817 mieszkańców.